# Vincenzo Schettini
Vincenzo Schettini (Como, 7 marzo 1977) è un divulgatore scientifico, youtuber e conduttore televisivo italiano.

## Biografia
Nato a Como, da una famiglia di origini pugliesi, si è poi trasferito a vivere in Puglia. Si è laureato in fisica all'Università degli Studi di Bari con specializzazione in didattica della fisica, lavorando poi come insegnante negli istituti superiori e insegna presso IISS Luigi dell'Erba di Castellana Grotte nella Città metropolitana di Bari.
Nel 2015 fonda il canale YouTube La fisica che ci piace, in cui pubblica brevi video con esperimenti di fisica accompagnati da spiegazioni semplici e mantenendo toni leggeri e scherzosi. Ha poi aperto il canale su altri social come Facebook, Instagram e TikTok affermandosi come uno dei divulgatori scientifici più seguiti in Italia.
Nel 2022 ha pubblicato per Mondadori il libro La fisica che ci piace, che ottiene un immediato successo diventando un best-seller con quasi 100 mila copie vendute e vince il premio Elsa Morante Ragazzi Esperienze. Nel 2023 pubblica il suo secondo libro, Ci vuole un fisico bestiale in cui racconta le storie di sette fra i fisici più celebri della storia.
Dal 2024 è il presentatore del programma televisivo La fisica dell'amore in onda in seconda serata su Rai 2
ed è anche uno dei tre protagonisti dello spot dell'ANAS sulla sicurezza stradale "Guida e basta"
Nel 2025 conduce il Concerto del Primo Maggio a Roma insieme a Noemi, Ermal Meta e BigMama.

## Vita privata
Appassionato di musica ha frequentato il conservatorio a Monopoli, diplomandosi in violino e didattica della musica. Ha fondato il gruppo gospel Wanted Chorus di cui è direttore.
Nel marzo 2025 ha fatto coming out attraverso un video pubblicato sui suoi canali social.

## Spettacoli teatrali
- La fisica che ci piace – La lezione show (2023-2025)
- La fisica della musica: la scienza e il suo ignoto (2024-2025)
- La fisica dell'estate (2025)

## Programmi televisivi
- La fisica dell'amore (Rai 2, 2024)
- Concerto del Primo Maggio (Rai 3, 2025)

## Opere letterarie
- La fisica che ci piace, collana Electa, Mondadori, 2022, ISBN 978-88-9183-627-4.
- Ci vuole un fisico bestiale. Vi racconto i fisici più pop della storia, collana Electa, Mondadori, 2023, ISBN 978-88-9183-926-8.